# Vincenzo Guidotti
Vincenzo Guidotti (Montese, 3 marzo 1913 – Venaria Reale, 22 maggio 2001) è stato un pittore, incisore e poeta italiano.

## Biografia

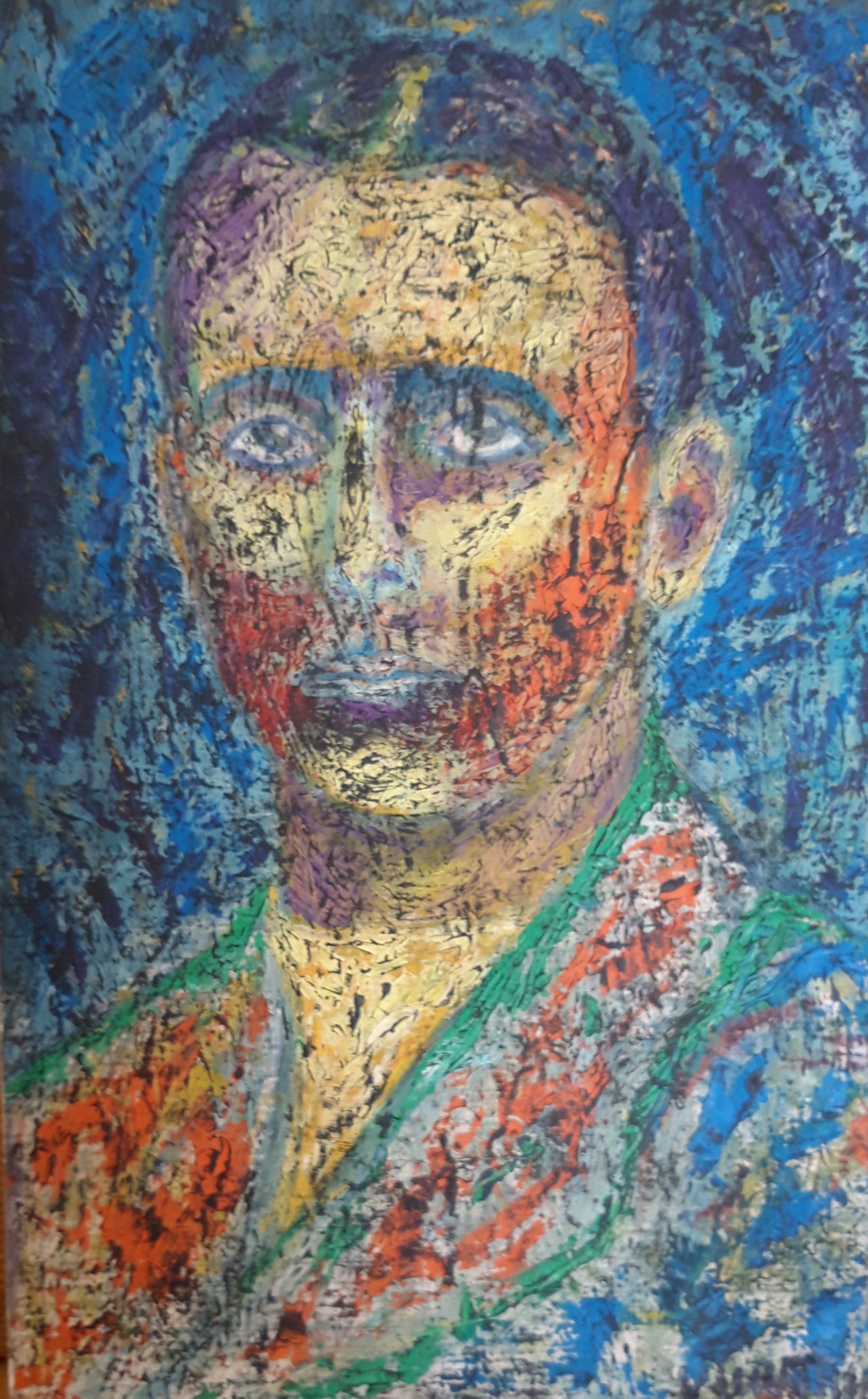
Autoritratto 1947

Vincenzo Guidotti è stato allievo di Giorgio Morandi. Ha operato a Pietra Ligure e ha realizzato, nella sua vita, numerose esposizioni collettive e personali in Italia e all'estero. Dopo un primo periodo figurativo è passato pian piano alla pittura astratta per poi sfociare nella "nuova figurazione" da lui, insieme ad altri artisti, chiamata "nuova figurazione ultrafusionista" fondata nel 1958. Nel 1959 tenne alla Sala Garzanti di Forlì la prima mostra di questa corrente, con presentazione in catalogo del filosofo e letterato Giuseppe Masetti. Nel 1960 espose le sue opere a Venezia e Savona. Nel 1963 aderirono alla corrente Angelo Prudenziato e Giuse Sissoldo. Il gruppo, nello stesso anno, fu invitato a esporre al Circolo degli artisti di Bologna. Nel 1964 aderirono alla corrente ultrafusionista anche Candido Grosso e Nevio Nalin e il gruppo espose alla Galleria la Riviera di Loano. Il critico d'arte Giuseppe Masetti scriveva: "parliamo di ultrafusionismo. È una dottrina e, innanzitutto, un'arte. Come dottrina è una idea che si articola e si organizza in parti viventi e ha carattere di universalità e di eternità. Nell'ultrafusionismo l'astratto e il figurativo si fondono. Così avremo paesaggi e figure seminascoste da un reticolo. Al di sopra di una stesura di colore, ove vi sono i soggetti, vi è una trama, un reticolo sopra le quali appaiono figure stilizzate, dentro a cerchi e ovali, che rappresentano l'uomo con tutta l'incomunicabilità e la solitudine. Anche se, a volte questi cerchi si sovrappongono e lasciano trasparire il desiderio di comunicazione. Da qui nascono i ricordi: a volte di una chiesa, di una figura, di un paesaggio."

## Opere

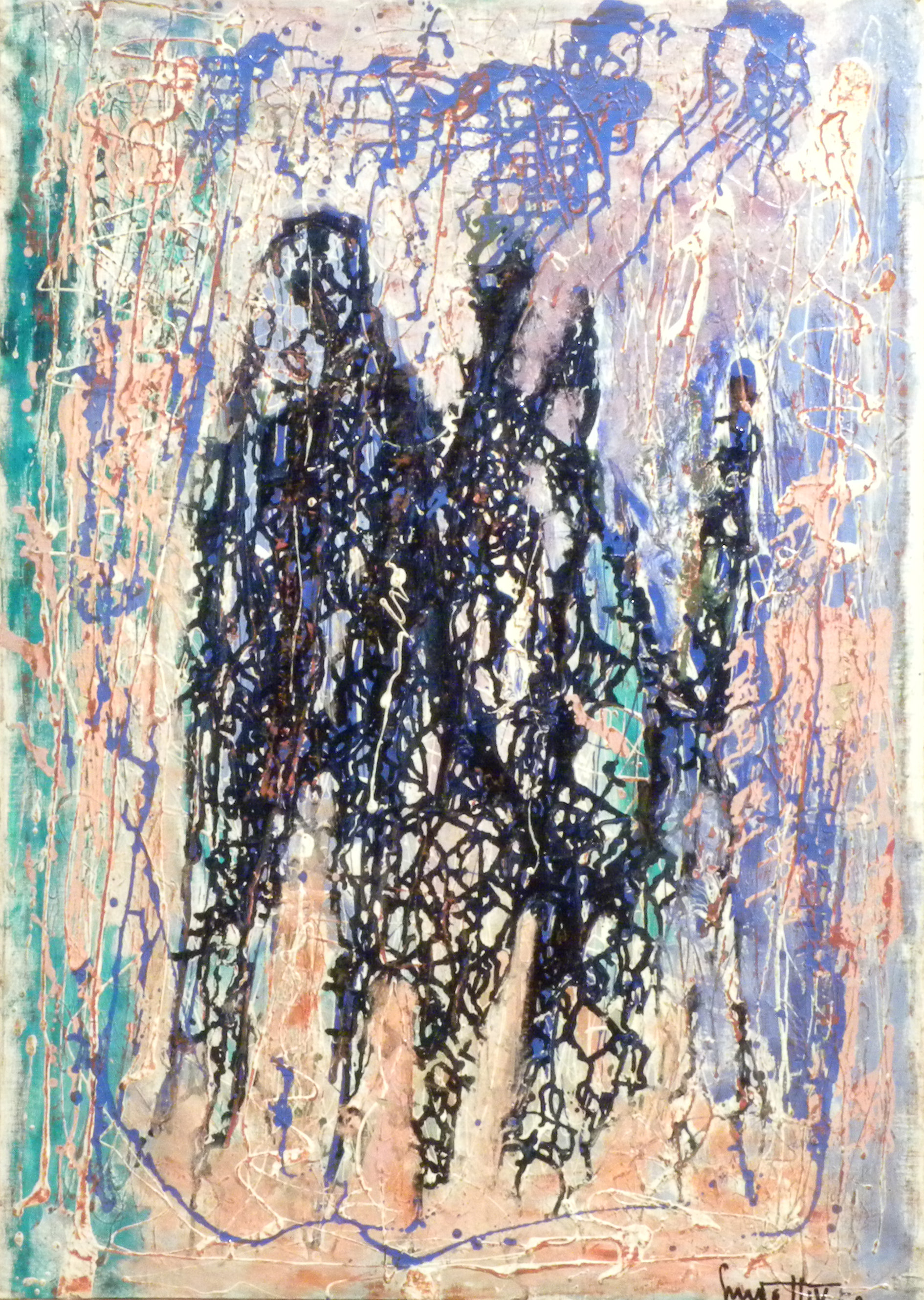
1958 i cavalieri dell'apocalisse 70x100 olio su tela
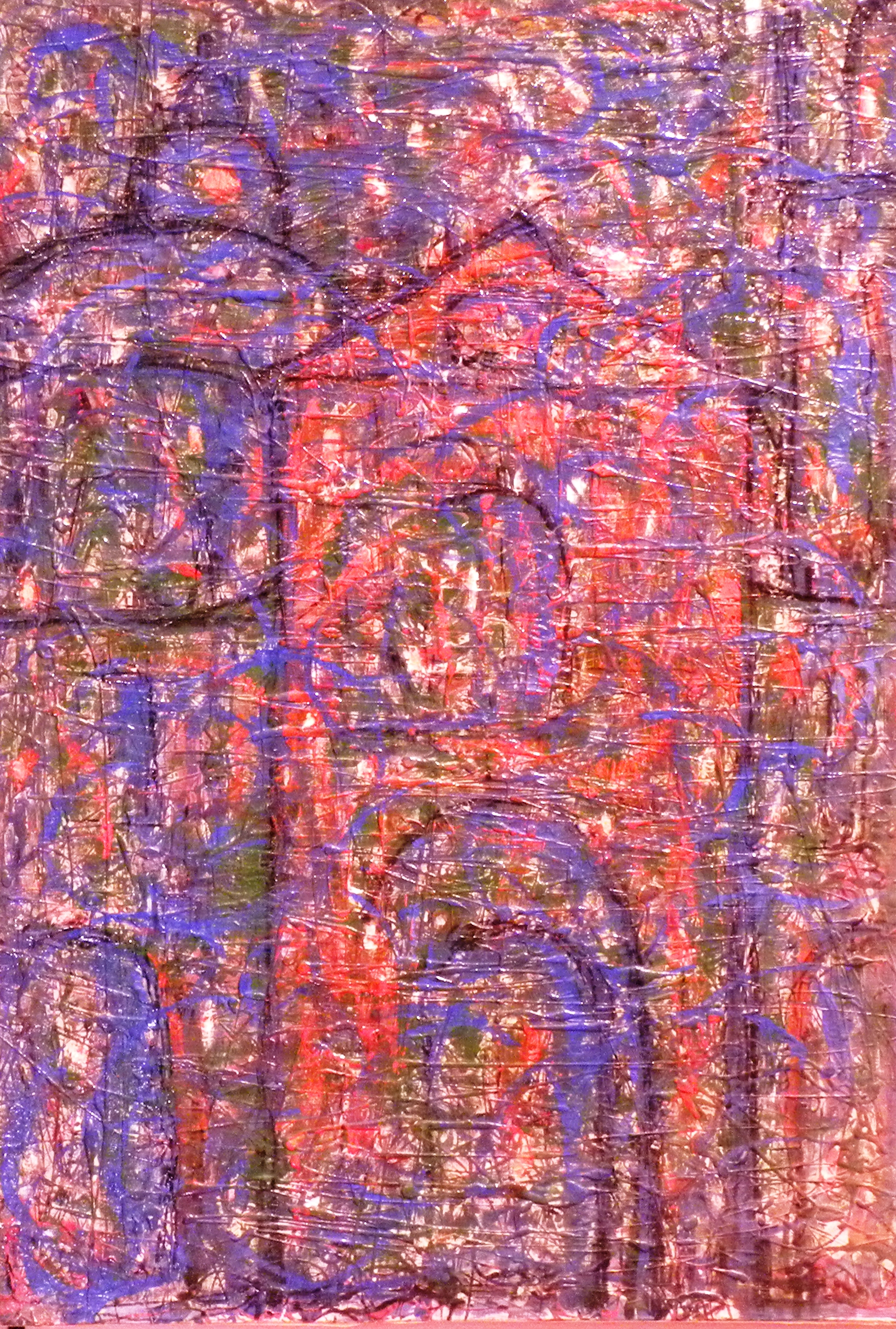
1959 ricordo di una chiesa di Venezia 70x100 oio su tela
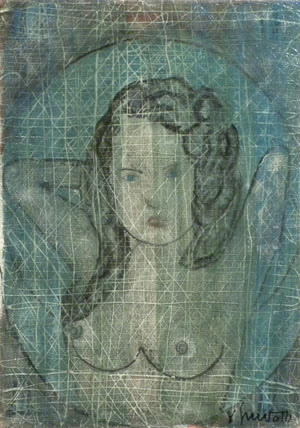
1964 nudo psicologico 50x70 olio su tela
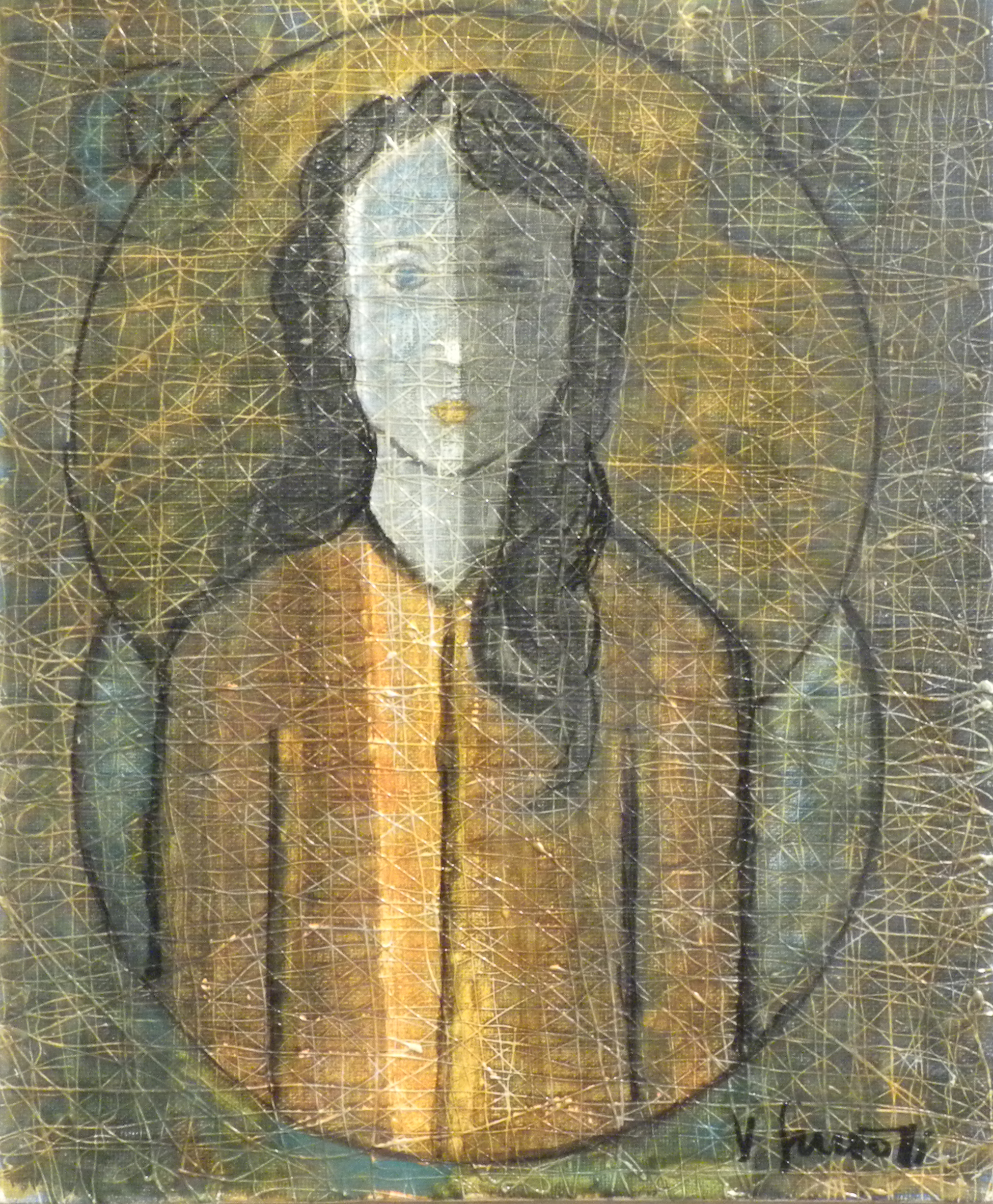
1967 ritratto 50x60 olio su tela
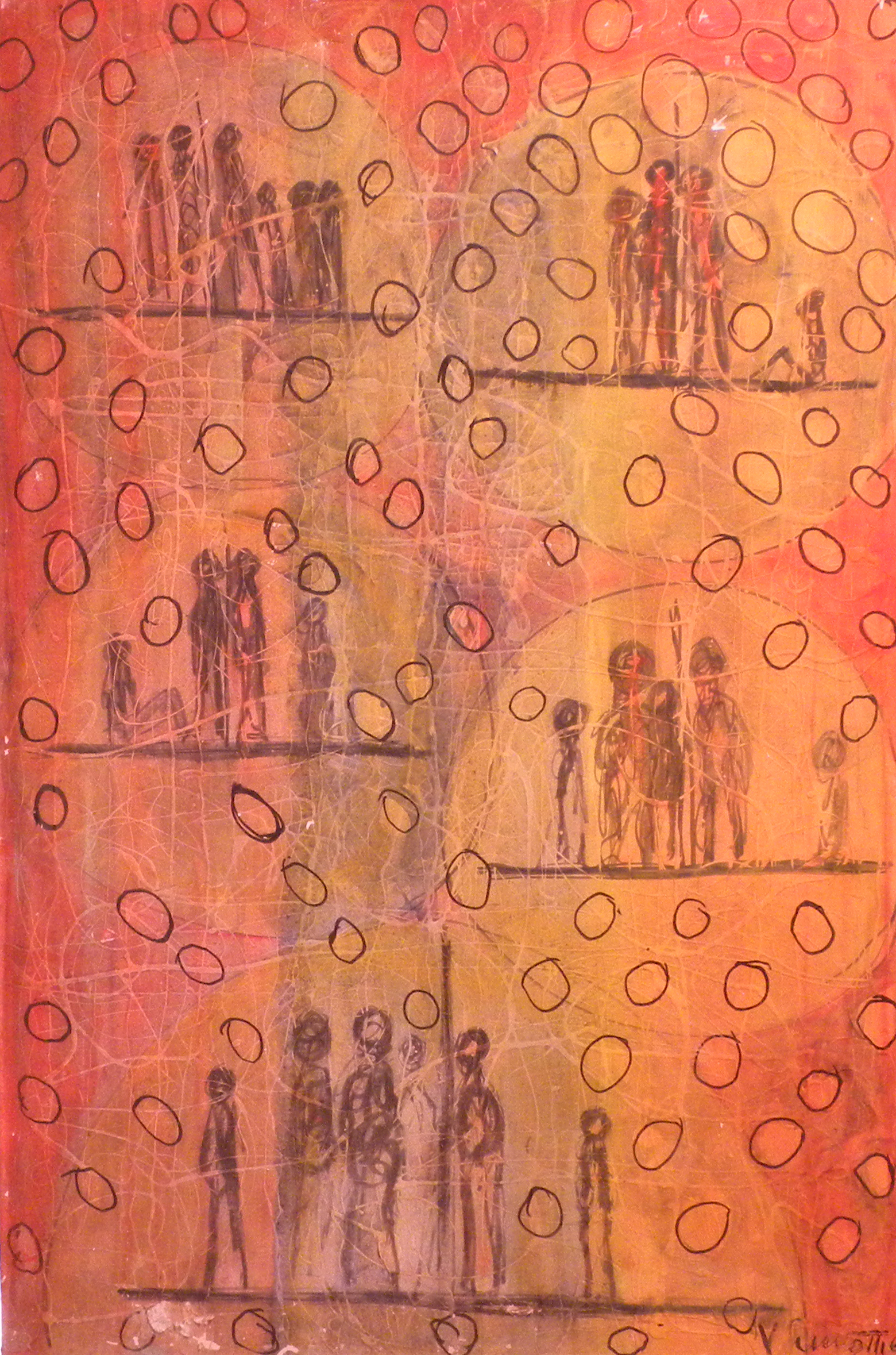
1968 senza titolo 80x120 olio su tela
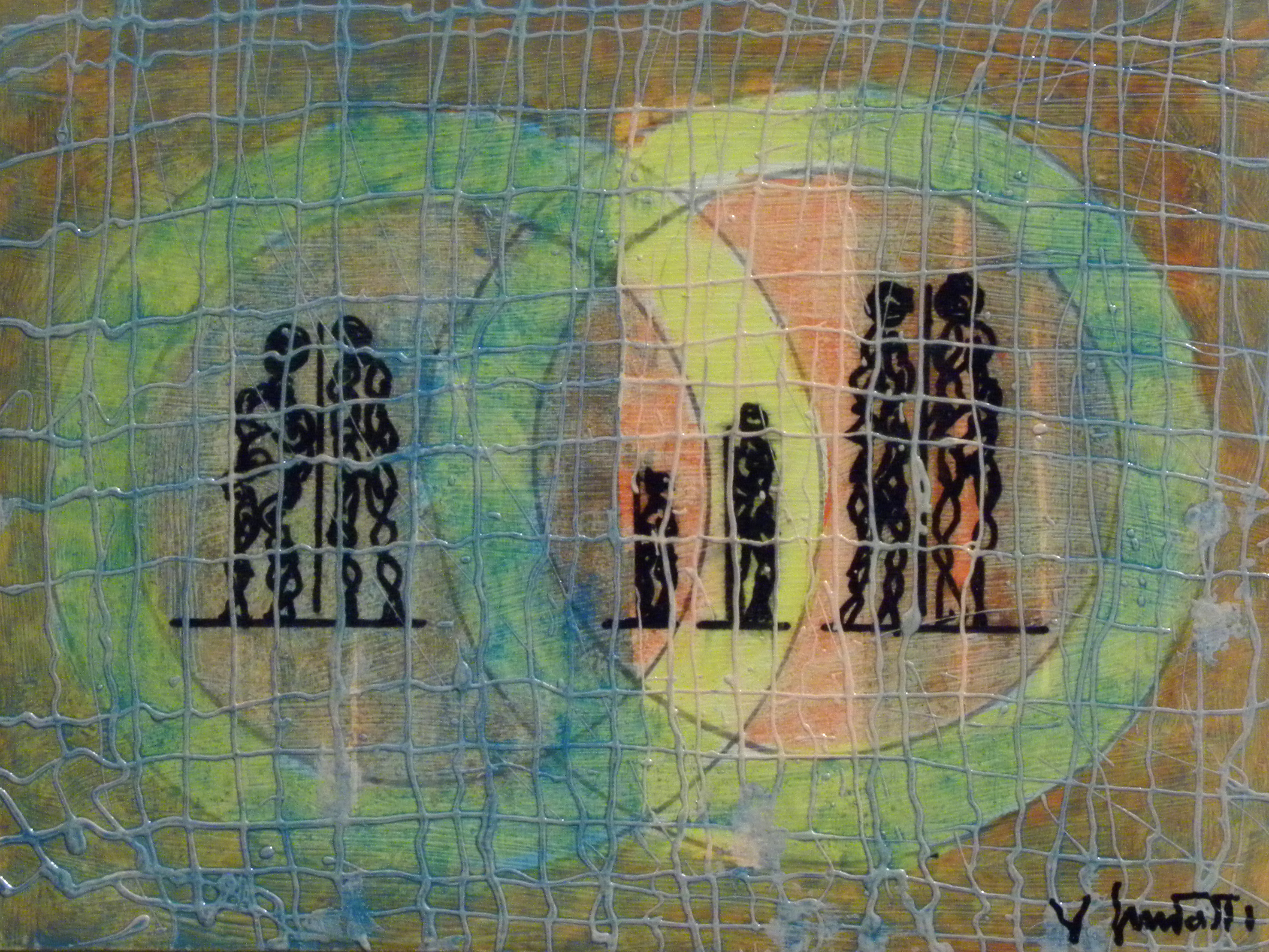
1999 gli uomini stanno aspettando la fine 30x40 olio su legno

## Critiche
"Per un'adeguata lettura dell'operazione autonoma di Vincenzo Guidotti, nell'ambito della neofigurazione, mi sembra opportuno, se non necessario, tra scorci e tagli secchi di ombre, uno sguardo retrospettivo a mo' di flash-back, sugli ultimi cinquant'anni in cui si affermò e crebbe, tra l'altro, la nuova tendenza pittorica.  Di qui il codice pittorico della nuova invenzione, che si costituisce in un segno ibrido, emblematico, straripante di significati. È la nuova figurazione di Francis Bacon, Remo Brindisi, dello scultore Alberto Giacometti:Gino sordini.  Hanno scritto di lui: Diego Angeli, Giovanni Aymo, Manlio Alzetta, Arcangeli, Bertacchini, Billò, Barbieri, Balestrieri,Carlo Emanuele Bugatti, Cinti, Contini, Luigi Carluccio,Domenico Cara, Crosetti, Courir, Dragone, Domini, Duncan, De Bono,Gigli, Criseri, Gorini, Graunfort, Yoni, Manno, Liviabella, Montessanti, Mandel, Giuseppe Masetti, Massatelli, Muscitelli, Mussio, Mercuri, Migone, Maurizi, Righetti, Sergio Arecco, Luigi Servolini, Mario Valsecchi, Gino Sordini, Monteverdi, Wolf,  Della Martora, Armando Ginesi, Benelli, Marussi Radici, Ravotti, Cavallari, Sibaldi

## Mostre personali e collettive
- Hotel Svezia - Bologna (1947)
- Sala Peruzzi - Bologna (1958)
- Sala Garzanti di Forlì (1959)
- Galleria San Vitale - Venezia (1960)
- Galleria Verrocchio - Pescara (1961)
- Galleria Santo Stefano - Venezia (1962)
- Galleria d'arte San Domenico - Varazze (1963)
- Galleria Carlo Alberto - Torino (1970)
- Galleria d'arte Chieregato - Milano (1971)
- Galleria d'arte Teleuropa - Roma (1971)
- Galleria d'arte Del Corso - Macerata (1975)
- Centro internazionale d'arte oggi - Milano (1976)
- Thames Gallery - Londra (1979)
- Teatro Titano - San Marino (1979)
- Omega Gallery - New York (1980)
- Art Center Diffusion - Loano (1981)
- Galleria d'arte Colosseo - Roma (1982)
- Galleria d'arte Le palme - Varazze (1984)
- Comune di Bardineto - Villa Rosa (1994)
- Centro d'arte e cultura - Bardineto, Comune di Calizzano (1996)

- San Paolo del Brasile - Biennale (1951)
- New York - Art Club (1962)
- Zurigo - Modern Art Center Bollag (1965)
- Parigi - Galleria La Palette Bleu (1966)
- Zagabria - Salone Likum (1966)
- Miami - Cover Art Center Burdine (1966)
- Dubrovnik - Museo d'arte (1973)
- Madrid - Biennale di Madrid (1973)
- Tokyo -  Sindacato Giapponese (1973)
- Monaco di Baviera - Berufverband und Bildendere Kunstler Museum (1977)